# Miracles (cançó)
«Miracles» és una cançó de la banda britànica Coldplay que formava part de l'àlbum Unbroken – Original Motion Picture Soundtrack, banda sonora de la pel·lícula Unbroken. Fou estrenada l'11 de desembre de 2014 i estrenada com a senzill de la banda sonora quatre dies després.
La banda va anunciar un mes abans del seu llançament que havien compost una cançó especialment per la pel·lícula Unbroken, que explica la història de Louis Zamperini, corredor de llarga distància olímpic estatunidenc i fet presoner durant la Segona Guerra Mundial.
La cançó fou acompanyada per un vídeo que fou llançat el 22 de desembre del mateix any i que posteriorment fou inclòs en l'edició japonesa de l'àlbum d'estudi A Head Full of Dreams (2015).

## Crèdits
Coldplay
- Guy Berryman
- Jonny Buckland
- Will Champion
- Chris Martin

Músics addicionals
- Tor Erik Hermansen – teclats
- Mikkel S. Eriksen – teclats

Personal tècnic
- Stargate – producció, programació addicional
- Daniel Green – producció, programació
- Rik Simpson – mescles, producció, programació
- Bill Rahko – enginyeria addicional
- Jaime Sickora – enginyeria addicional
- Miles Walker – enginyeria addicional
- Robin Baynton – enginyeria addicional, mescles
- Roxy Pope – mescles
- Ted Jensen – masterització